# 유인탁
유인탁(柳寅卓, 1958년 1월 10일 ~ )은 대한민국의 전 레슬링 선수이다.
1981년 하계 유니버시아드 레슬링 자유형 라이트급 결승전에서 쿠바의 라울 카스카레트에게 패하여 은메달을 땄다. 1984년 하계 올림픽에서 금메달을 땄다.
2021년 9월 1일 신치용의 후임으로 진천국가대표선수촌장으로 선임됐으나, 2023년 3월 2일 장재근에게 선수촌장을 넘겼다.

## 참조
1. ↑  “최우수선수에 柳寅卓”. 경향신문. 1980년 2월 9일. 2018년 7월 23일에 확인함.
2. ↑  “(28)올림픽 금메달리스트 유인탁”. 전북일보. 2011년 5월 27일. 2019년 10월 2일에 확인함.
3. ↑  "1984년 로스앤젤레스 하계 올림픽 – 레슬링" databaseOlympics.com (2008년 4월 7일)
4. ↑  유인탁 신임 선수촌장 취임 "책임과 역할에 최선 다하겠다" - 이데일리